# رومیک مانوکیان
رومیک شاوارشی مانوکیان (ارمنی: Ռոմիկ Շավարշի Մանուկյան؛ زادهٔ ۲۰ مارس ۱۹۶۱) سیاستمدار اهل ارمنستان است که از تاریخ ۲۰۱۷ تا تاریخ ۲۰۱۸ سمت نمایندگی دوره مجلس ملی جمهوری ارمنستان را برعهده داشت. وی پیشتر از تاریخ ۲۰۰۳ تا تاریخ ۲۰۰۷ سمت استانداری استان شیراک را برعهده داشت

## زندگی‌نامه
در ۲۰ مارس ۱۹۶۱ در ساراتاک، شهرستان آرتیک به دنیا آمد و از دانشگاه پلی‌تکنیک ارمنستان فارغ‌التحصیل شد. 